# Thunbergia laurifolia
Espèce
Classification phylogénétique
Thunbergia laurifolia est une espèce de plantes à fleurs de la famille des Acanthaceae. C'est une liane vigoureuse originaire du sud-est asiatique. Cette plante des forêts humides est considérée comme invasive en Australie, aux îles Salomon et à Hawaï où elle a été introduite pour ses belles inflorescences bleues.

## Galerie de photographies

Thunbergia laurifolia, au Jardin botanique de la reine Sirikit, en Thaïlande.
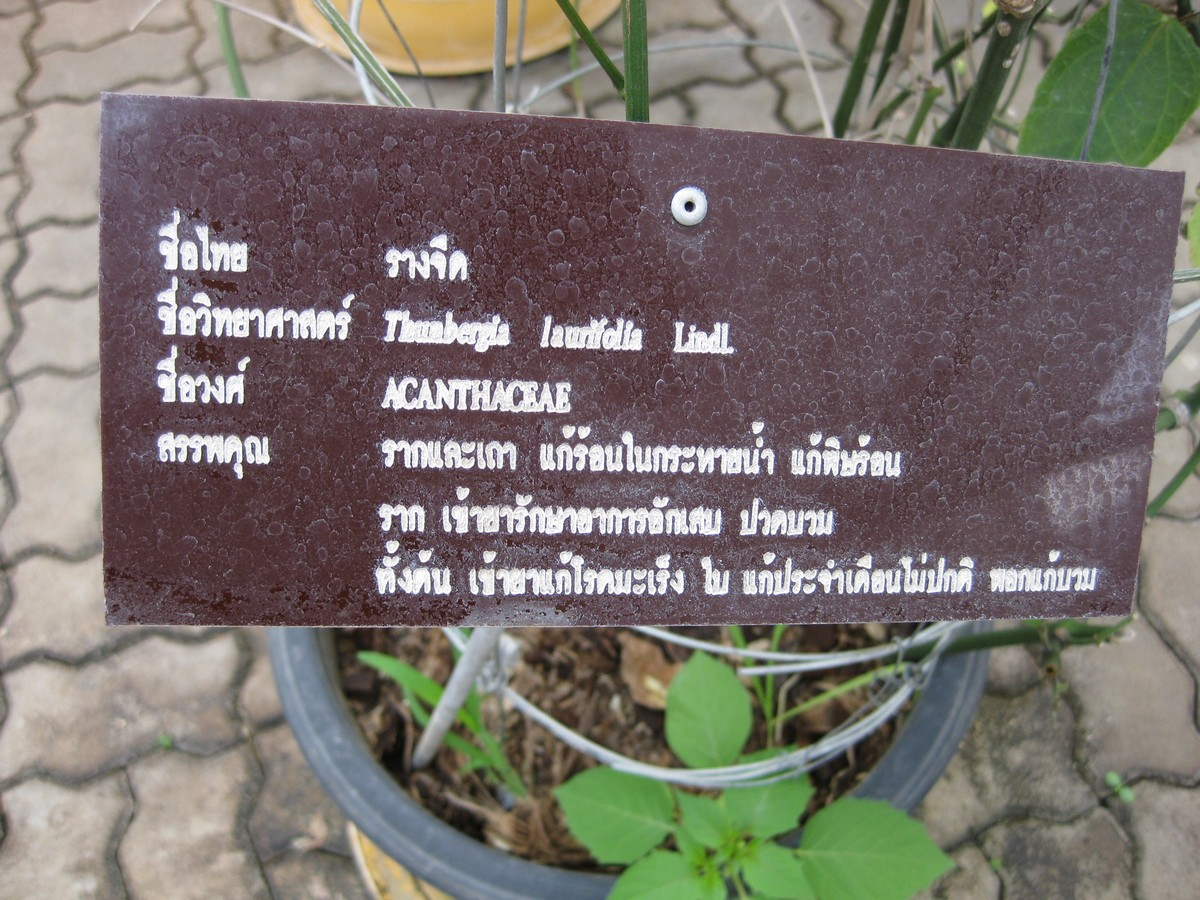
Panneau descriptif en langue siamoise (thaï).
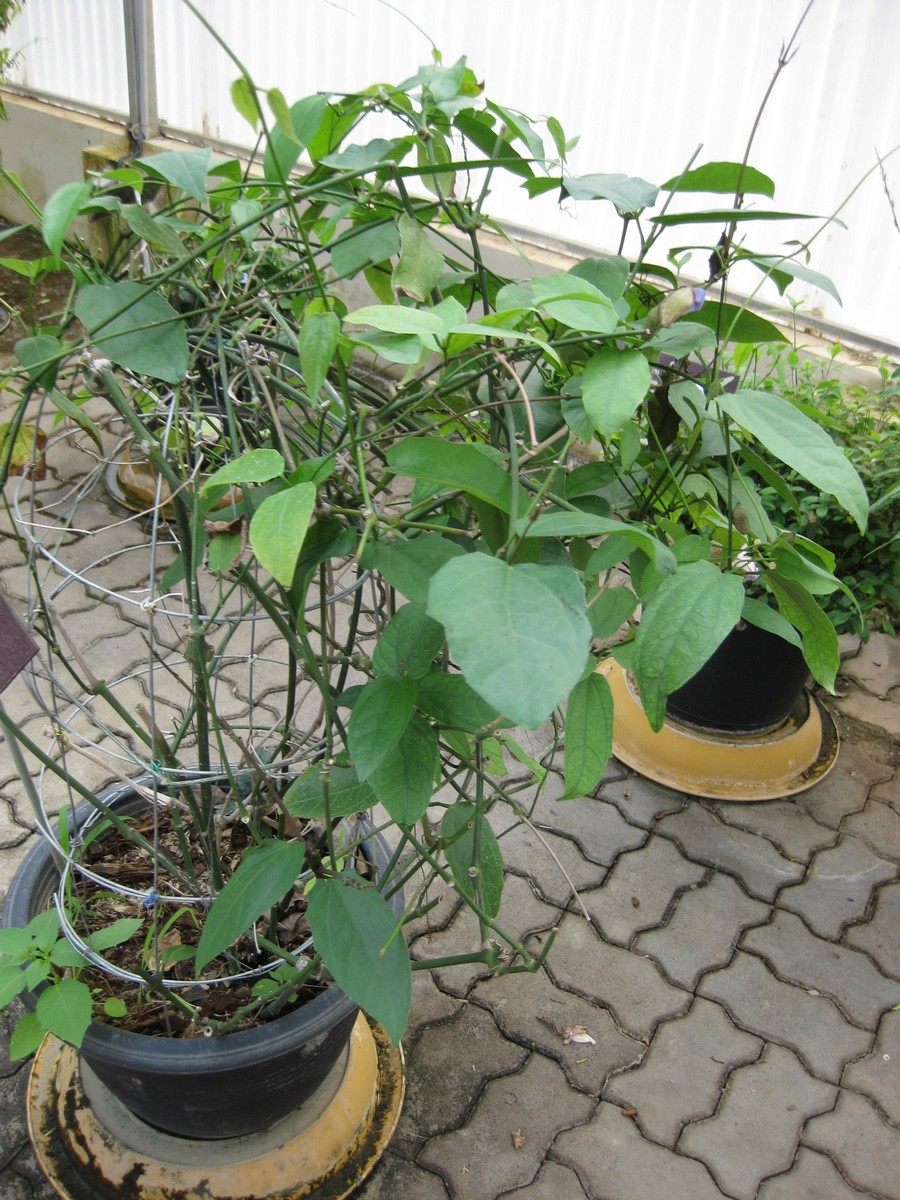
Liane.
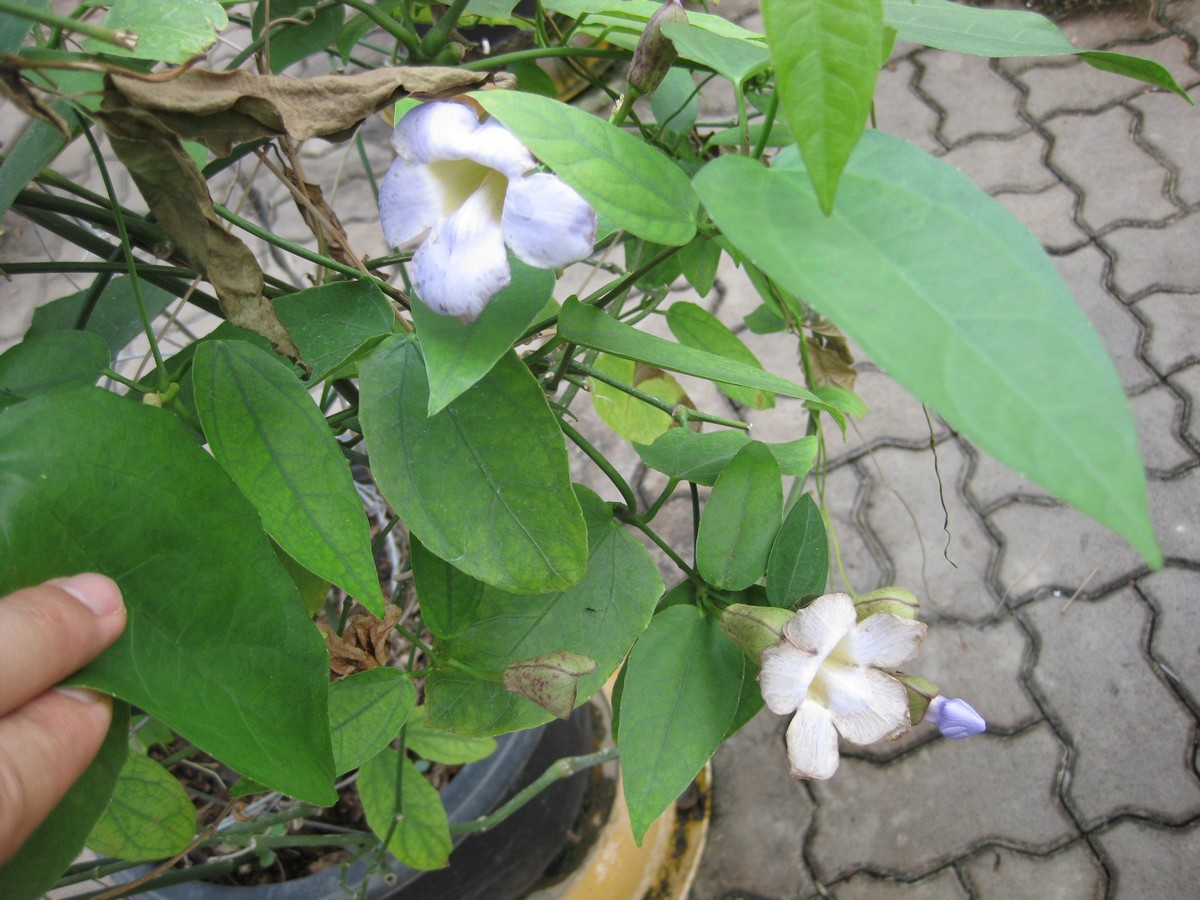
Feuilles et fleurs.